# Accipiter rhodogaster
El gavilán pechirrojo o azor chico de pecho rojo (Accipiter rhodogaster) es una especie de ave accipitriforme de la familia Accipitridae. Es endémica de la isla de Sulawesi, en Indonesia. Su hábitat natural son los bosques secos a baja altitud, manglares y bosques montanos.

## Subespecies
Se reconocen dos subespecies:
- A. r. rhodogaster (Schlegel, 1862)
- A. r. sulaensis (Schlegel, 1866)